# سمر روحي الفيصل
سمر روحي الفيصل أديب وناقد وروائي سوري، من مواليد حمص سنة 1948.

## النشأة والمسيرة
ولد في مدينة حمص عام 1948، وتقلى علومه الأولية فيها، تخرج من جامعة دمشق من قسم اللغة العربية وآدابها، ووحصل على دبلوم التأهيل التربوي من كلية التربية بجامعة دمشق، وثم حصل على الماجستير من الجامعة اللبنانية، ثم الدكتوراه من الجامعة ذاتها عام 1994.
عمل في التدريس في دار المعلمات بحمص، والصحافة الأدبية وبخاصة نقد النثر القصصي وأدب الأطفال. وهو آخر أعماله أستاذ جامعي في الإمارات العربية المتحدة، وهو عضو في جمعية النقد الأدبي.

## الجوائز
كُرم عام 2006 من قبل اتحاد الكتاب العرب.

## المؤلفات[4]
1. رسالة في المؤنثات السماعية (تحقيق)- حمص 1974.
2. سلسلة الحكماء للأطفال- قصص للأطفال- حمص 1976.
3. قصص الأطفال في المدرسة الابتدائية السورية- دراسة- حمص 1979.
4. ملامح في الرواية السورية- دراسة- دمشق 1979.
5. مشكلات قصص الأطفال في سورية- دراسة- دمشق 1981.
6. أسامة بن منقذ- سيرة قصصية للأطفال- دمشق 1982.
7. السجن السياسي في الرواية العربية- دراسة- دمشق 1983- ط2/1994.
8. عباس بن فرناس- سيرة قصصية للأطفال- دمشق 1983.
9. دراسات في الرواية الليبية- دراسة- طرابلس- ليبيا 1983.
10. الرواية السورية والحرب- دراسة- طرابلس- ليبيا 1984.
11. أحمد بن ماجد- سيرة قصصية للأطفال- دمشق 1984.
12. عز الدين الجزائري- سيرة قصصية للأطفال- دمشق 1985.
13. تجربة الرواية السورية- دراسة- دمشق 1986.
14. الاتجاه الواقعي في الرواية العربية السورية- دراسة- دمشق 1986.
15. ثقافة الطفل العربي- دراسة- دمشق 1987.
16. تنمية ثقافة الطفل العربي- دراسة- الكويت 1988.
17. النقد الأدبي الحديث دار الأهالي- دمشق 1988
18. أدب الناشئة- دراسة- بالاشتراك مع نزار نجار وعبد الرزاق الأصفر- دمشق 1989.
19. الأدب في رياض الأطفال- دراسة- بالاشتراك مع عبد الرزاق الأصفر وعيسى الشماس- دمشق 1989.
20. نهوض الرواية العربية الليبية- دراسة- دمشق 1990.
21. المشكلة اللغوية العربية- دراسة- طرابلس- جروس برس- لبنان 1992.
22. قراءات في تجربة روائية- دراسة- اللاذقية- 1993.
23. اللغة العربية الفصيحة في العصر الحديث- دراسة- اتحاد الكتاب العرب- دمشق 1993.
24. معجم الروائيين العرب- جروس برس- طرابلس 1995.
25. بناء الرواية العربية السورية - دراسة - دمشق 1995
26. معجم القاصات والروائيات العربيات- جروس برس - طرابلس 1996
27. التطور الفني للاتجاه الواقعي في الرواية العربية السورية = دراسة دار النفائس - بيروت 1996
28. المثل السائر في أدب الكاتب والشاعر لابن الأثير الجزري المختار من التراث العربي- دمشق قسمان 1996
29. سلسلة حكايات من الماضي والحاضر - قصص للأطفال - جروس برس- طرابلس 1997
30. معجم القاصين العرب - جروس برس - طرابلس 1998
31. أدب الأطفال وثقافتهم - دراسة - دمشق
32. معجم السرديين العرب (جزأين). 2014.
33. النقد اللغوي الحديث ونقد النقد. 2019.
34. محمد المر: من القص إلى الرؤيا. 2019.
35. عالم السرديات القصصية والروائية. 2021.[6]

## وصلات خارجية
- سمر روحي الفيصل على موقع أرشيف الشارخ.